# Misael Vieira Machado da Cunha

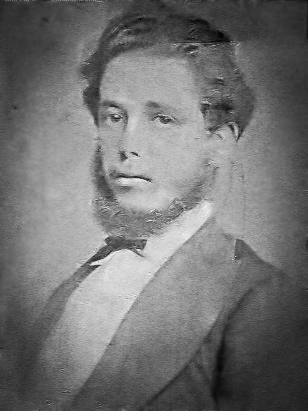
Misael Vieira Machado da Cunha, segundo barão de Rio das Flores

Misael Vieira Machado da Cunha, segundo barão do Rio das Flores (1851-1913), foi um proprietário rural brasileiro.
Filho de José Vieira Machado da Cunha, primeiro barão do Rio das Flores, casou-se com Aurora Ottoni, filha de Teófilo Ottoni.
Agraciado com o título nobiliárquico de barão e com o título de oficial da Imperial Ordem da Rosa.